# Хоне
Хоне (нем. Hohne) — община в Германии, в земле Нижняя Саксония.
Входит в состав района Целле. Подчиняется управлению Лахендорф. Население составляет 1759 человек (на 31 декабря 2010 года). Занимает площадь 36,47 км².
| Год  | Население |
| ---- | --------- |
| 1990 | 1695      |
| 1995 | 1803      |
| 2000 | 1811      |
| 2005 | 1825      |
| 2010 | 1767      |